# Plamondon (Metro Montreal)

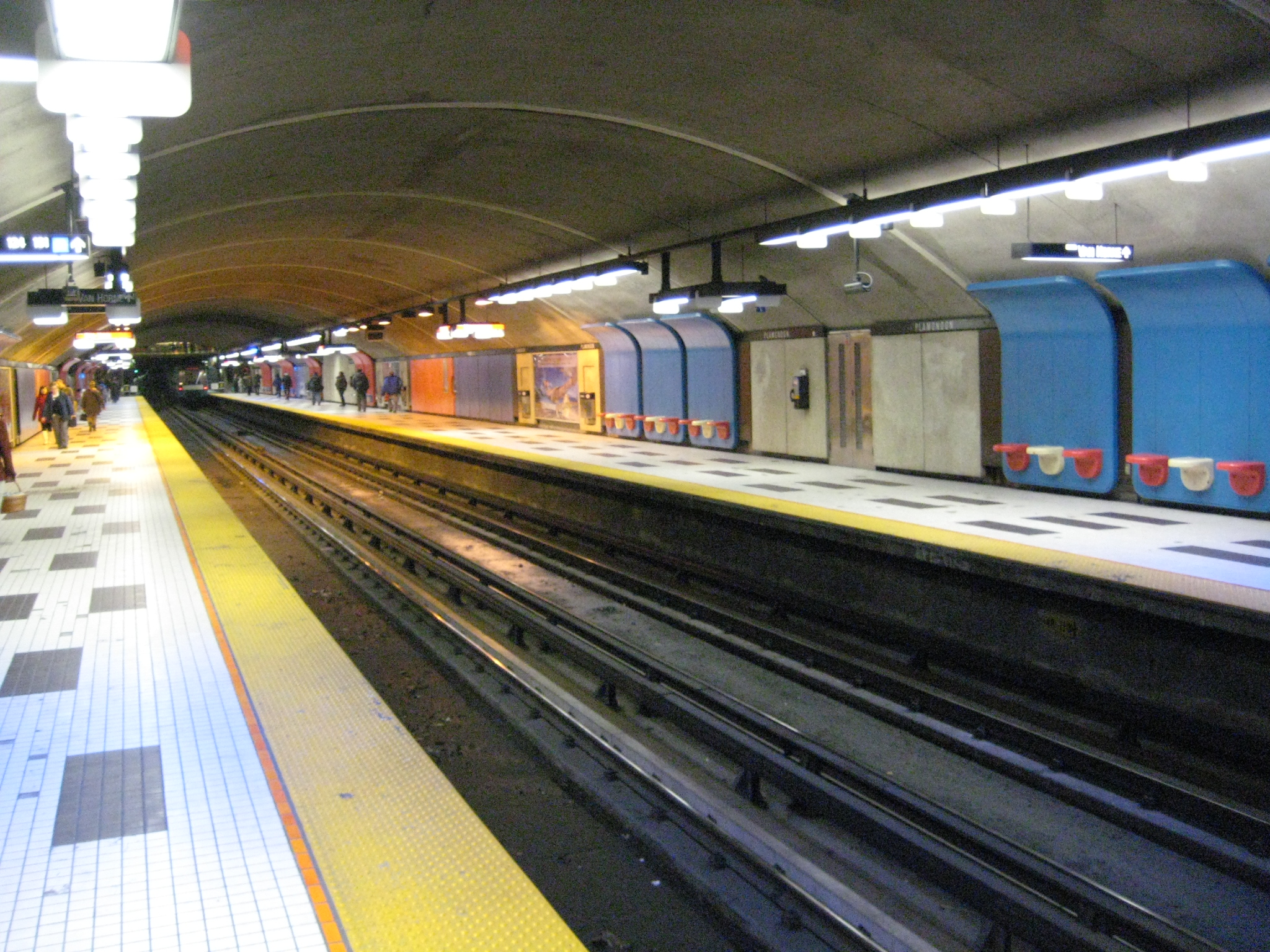
Blick auf die Bahnsteige

Plamondon ist eine U-Bahn-Station in Montreal. Sie befindet sich im Arrondissement Côte-des-Neiges–Notre-Dame-de-Grâce an der Kreuzung von Avenue Plamondon und Avenue Victoria. Hier verkehren Züge der orangen Linie 2. Im Jahr 2019 nutzten 4.275.310 Fahrgäste die Station, was dem 27. Rang unter den insgesamt 68 Stationen der Metro Montreal entspricht.

## Bauwerk

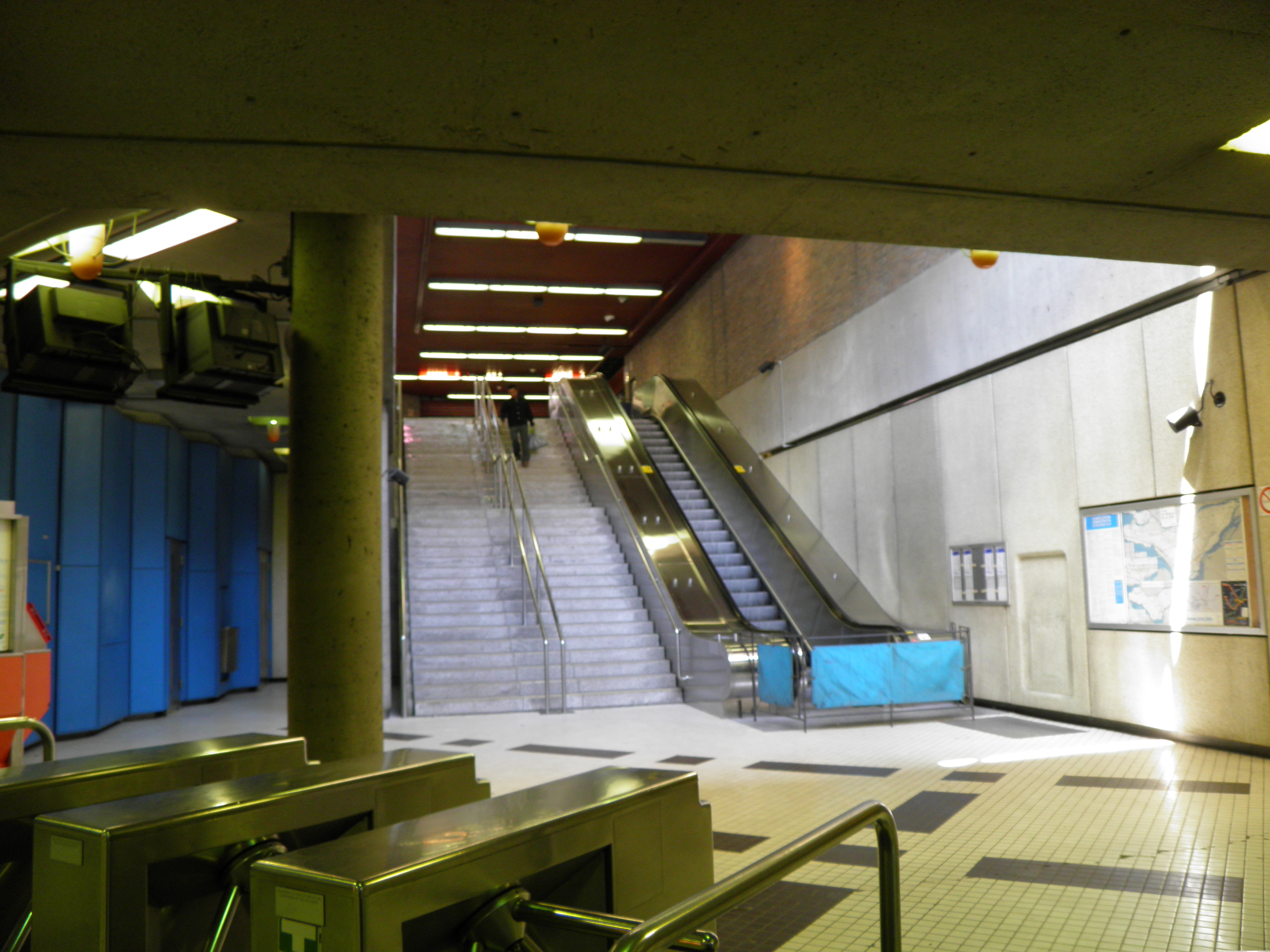
Treppenaufgang

Die von Patrice Gauthier entworfene Station entstand als Tunnelbahnhof. Da sie zwei Eingänge an den entgegengesetzten Enden der Bahnsteige besitzt, hob der Architekt dieses Merkmal farblich hervor. Im südlichen Stationsteil herrscht Rot vor, im nördlichen Blau. Dieses Farbschema kam auch für die schmückenden gekrümmten Betonelemente und die Wände der Verteilerebenen zur Anwendung. Weitere Zierelemente sind von hinten beleuchtete Glasziegel, Böden mit verschiedenen Fliesenmustern und die Verwendung von viel Chromstahl. Der südliche Eingang befindet sich in einem freistehenden gläsernen Pavillon, der nördliche ist in einen Wohnblock integriert.
In 23,8 Metern Tiefe befindet sich die Bahnsteigebene mit zwei Seitenbahnsteigen. Die Entfernungen zu den benachbarten Stationen, jeweils von Stationsende zu Stationsanfang gemessen, betragen 988,47 Meter bis Namur und 451,10 Meter bis Côte-Sainte-Catherine. Es bestehen Anschlüsse zu drei Buslinien und zwei Nachtbuslinien der Société de transport de Montréal.

## Geschichte
Die Eröffnung der Station erfolgte am 29. Juni 1982, zusammen mit dem kurzen Teilstück von Côte-Sainte-Catherine her. Etwas mehr als anderthalb Jahre lang war Plamondon die westliche Endstation der orangen Linie, bis diese am 9. Januar 1984 nach Du Collège verlängert wurde. Namensgeber ist die Avenue Plamondon. Nach wem diese Straße benannt wurde, ist nicht sicher überliefert. Entweder handelt es sich um den Maler Antoine Plamondon (1804–1895) oder um den Sänger Rodolphe Plamondon (1875–1940).